# Balada n.º 4 (Chopin)

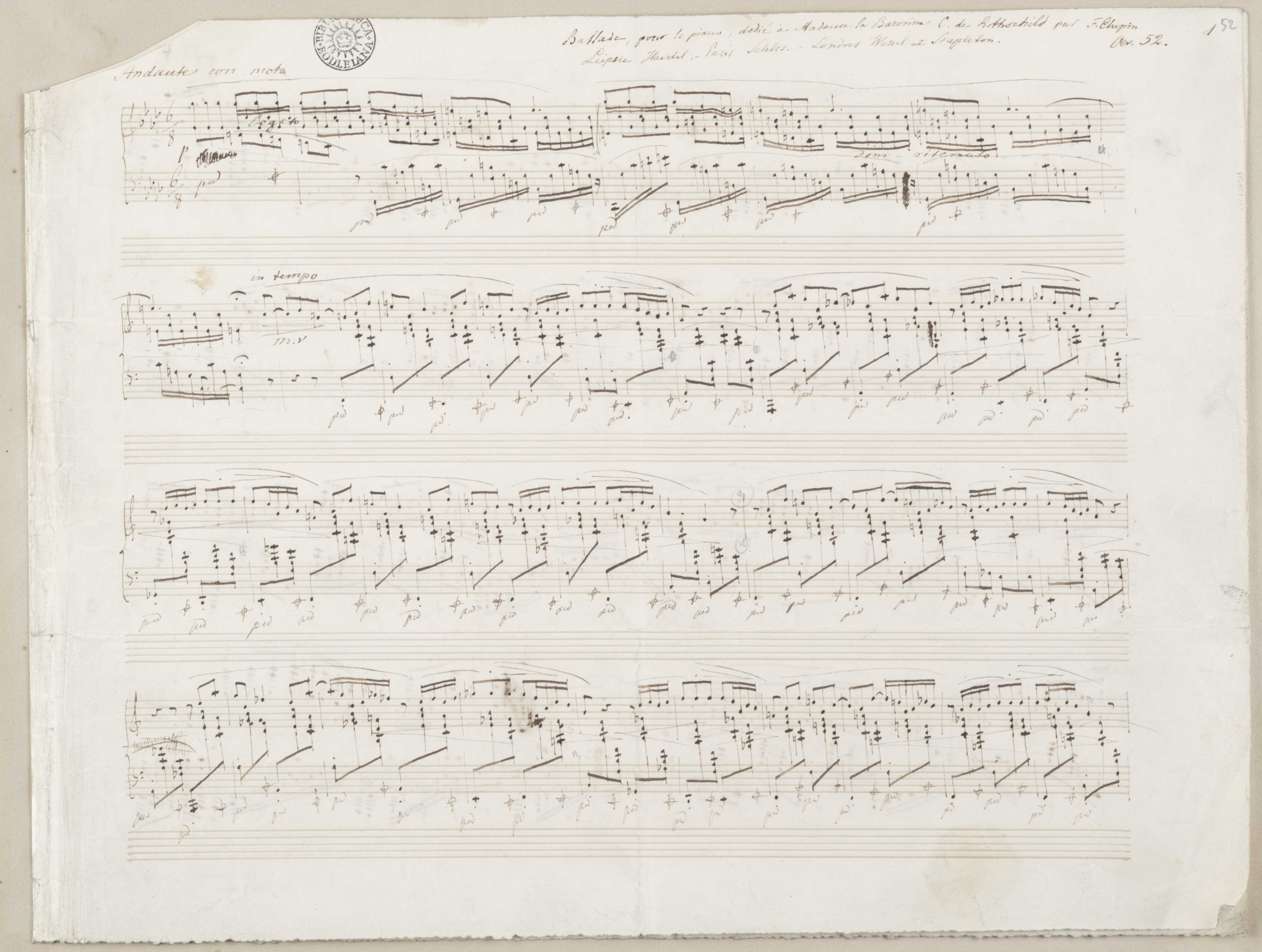
Manuscrito autógrafo, de 1842, conservado en la Biblioteca Bodleiana.

La Balada n.° 4 en fa menor, op. 52 es una balada para piano solo de Frédéric Chopin, terminada en 1842 en París. Se considera comúnmente una de las obras maestras de Chopin y una de las obras maestras de la música para piano del siglo XIX.
De las cuatro baladas, muchos pianistas la consideran la más difícil, tanto técnica como musicalmente. También es la más larga, pues tiene una duración de entre diez y doce minutos en interpretarse. Según John Ogdon, es "la más exaltada, intensa y sublimemente poderosa de todas las composiciones de Chopin... Es increíble que solo dure doce minutos, porque contiene la experiencia de toda una vida."

## Historia
Las circunstancias de la composición están pobremente documentadas, aunque parece que Chopin comenzó a componer la balada poco después de la finalización de la Balada n.° 3. En diciembre de 1842, la balada estaba terminada y la ofreció a la venta a Breitkopf & Härtel, junto con la Polonesa heroica y el cuarto Scherzo.
La obra fue dedicada a la baronesa Rothschild, esposa de Nathaniel de Rothschild, quien había invitado a Chopin a tocar en su residencia parisina, donde lo presentó a la aristocracia y la nobleza.
En el prefacio de su edición de las baladas de Chopin, Alfred Cortot afirma que la inspiración para esta balada es el poema de Adam Mickiewicz Los tres Budrys, que cuenta la historia de tres hermanos enviados por su padre en busca de tesoros y la historia de su regreso con tres novias polacas.

## Estructura
Una frase en la dominante mayor (marcada en piano) abre los siete compases introductorios y conduce al primer tema de la exposición en forma sonata, una melodía con evocación eslava. El primer tema tiene cuatro transformaciones acumulativas con decoraciones, contra melodías, contrapunto y una fioritura tipo nocturno. El desarrollo del segundo tema y su entrelazamiento con el primero aumenta la complejidad de la estructura musical y genera tensión. Mediante el entrelazamiento y, por lo tanto, el desarrollo simultáneo de los dos temas, Chopin combina eficazmente el uso tanto de la forma sonata como de la forma de variación. El cuerpo de la pieza concluye con una serie de acordes fortissimo acentuados, seguidos de una calma momentánea de cinco acordes pianissimo. Esto luego conduce repentinamente a una coda extremadamente rápida y turbulenta, escrita en un contrapunto exuberante. Estructuralmente, la Balada n.°  4 es decididamente intrincada.

### Análisis musical
Una característica distintiva de la cuarta balada es su naturaleza contrapuntística. El contrapunto se encuentra solo esporádicamente en las Baladas n.° 1 y 2. La cuarta balada es musicalmente más sutil que las otras tres, ya que la mayoría de sus partes siguen siendo melancólicas y profundas. Aunque hay algunos estallidos sustanciales en las secciones centrales de la música, la coda revela su mayor momento.
Samson (1992) hace un cuidadoso análisis musical de la balada, caracterizando su "ambivalencia significativa". Samson divide la estructura compleja en secciones, comenzando con la introducción en forma de campana en los compases 1 a 7: 
el vals lento en el primer tema y variaciones — Tema I en fa menor, compases 7–22, Variación I, compases 23–36, y Variación II, compases 58–71; y el segundo tema, Tema II en la subdominante de si bemol mayor, compases 80-99. El segundo tema pastoral es un cruce entre una barcarolle y un coral. A esto le sigue un episodio en el que la tonalidad pasa a La bemol mayor. El regreso de la Introducción, en un tono inesperado, es musicalmente un momento de gran patetismo. Como escribe Samson: "El viaje desde este punto hasta la repetición [del Tema II] es uno de los pasajes más mágicos de Chopin. Las principales vertientes del Tema I están aquí aisladas y presentadas en combinación contrapuntística... Además, una de estas hebras se transforma de manera gradual y hermosa en el regreso discreto de la introducción en la remota región del primer plano de La mayor, una transición que es posible gracias a las notas repetidas compartidas de la introducción y el Tema I. Este es el punto medio de la introducción. estructura [y] permite que su repetición comience en el tono inesperado de Re menor."
Esta nueva variación del Tema I, Variación III, cumple las "aspiraciones canónicas" del material temático anterior, revelando su dinamismo y su textura progresivamente contrapuntística y polifónica. Según Samson, "La configuración tonal de la repetición resulta ingeniosamente engañosa, explotando la tercera secuencia menor incorporada en el Tema I para devolver la música rápidamente a la tónica. El elemento canónico se absorbe así discretamente en el flujo armónico del material original." Hay una cuarta variación del Tema I, Variación IV, en el compás 152. Tiene un "tratamiento decorativo cantabile de melodía ornamental exquisitamente moldeada". En este punto, todo el movimiento comienza a florecer, ya que sus adornos tipo "nocturno" en el registro alto se vuelven aún más aventureros. El inesperado regreso a Re bemol mayor y al tema II proporciona un clímax de gran majestuosidad. Samson escribe que: "De hecho, es un momento glorioso. La engañosa inocencia del Tema II se transforma en una poderosa apoteosis, construyendo con un fervor cada vez más apasionado hacia... el regreso a Fa menor. La dominante estructural aparece ahora por primera vez en la obra y permanece suspendida, en equilibrio sobre un precipicio de tensión armónica, mientras una serie de acordes pianissimo lo prolongan en una breve ilusión de reposo. La sección de cierre de bravura que sigue parece exorcizar los conflictos y tensiones anteriores en un calor blanco de virtuosismo. Estos momentos finales se encuentran entre las peroratas más majestuosas de todo Chopin."